# Portal Domínio Público
Domínio Público es una biblioteca digital creada por el gobierno de Brasil, dependiente de la Secretaria de Educação a Distância do Ministério da Educação, cuya misión es potenciar la difusión de las obras culturales bajo dominio público. Con sus diez mil obras en formato texto y otras cuatro mil en otros formatos (música, video, imágenes...) es el mayor de los existentes en portugués. El formato de las obras literarias es en PDF, y se nutre tanto de las aportaciones de organismos gubernamentales y las  diferentes universidades brasileñas (y sus respectivas bibliotecas virtuales), organismos internacionales como la Unesco o el PNUD, como del trabajo de voluntarios y organizaciones similares (cuenta con abundantes obras en inglés procedentes de Proyecto Gutenberg, por ejemplo).
Aunque se centra en las obras de autores brasileños y en portugués, acepta colaboraciones en todos los idiomas, siempre que se encuentren bajo dominio público. Para facilitar el trabajo de los voluntarios dispone de un listado de autores brasileños con la totalidad de sus obras en esa situación.